# Fadil Novalić
Fadil Novalić (Gradačac, 25. rujna 1959.), bošnjački bosanskohercegovački političar i predsjednik Vlade Federacije BiH od 2015. do 2023. godine. Godine 2024. započeo je služenje zatvorske kazne za zlouporabu tijekom nabave medicinskih respiratora.

## Životopis
Fadil Novalić rodio se u Gradačcu, gdje je završio osnovnu školu i gimnaziju. Na Strojarskom fakultetu Sveučilišta u Sarajevu diplomirao je 1983. Od 1983. do 1990. bio je rukovoditelj za razvoj u "TMD Gradačac Famos". U "Daimler-Benz"/"Famosu" 1990. godine stekao stručno obrazovanje iz oblasti tržišne ekonomije po McKinseyju iz oblasti mehanizama restrukturiranja tvornica, i to braneći temu Napajanje tenkovskog motora T84 pumpom niskog pritiska. Od 1990. do 1996. bio predsjednik Upravnog odbora, a potom direktor te od 2001. do 2013. glavni menadžer u "Cimos TMD". Bavio se privatnim poslovanjem, te je bio član Nadzornog odbora "Wagner Automotiv" iz Gradačca.
Bio uključen u nekoliko projekata. Među njima u TMD - Automobilsku industriju (većinsko vlasništvo "Cimos" iz Slovenije), koja je postala četvrti izvoznik u BiH i jedna od najboljih tvornica u organizacijsko-tehnološkom smislu. Potom u restrukturiranje TMD-a Gradačac po McKinseyju i po Kotleru. Također je sudjelovao u implementiranju Zakona o privatizaciji Ante Markovića 1990. Sudjelovao je u izgradnji mreže kompanija koje surađuju s "Cimosom TMD" i automobilskom industrijom.
Aktivni je član Vijeća Ekonomskog fakulteta u Sarajevu, predavač na postdiplomskim grupama u oblasti "Marketing menadžment u praksi". Predsjednik je NK "Zvijezda" iz Gradačca i Društva privrednika Gradačac.
Zbog njegovog iskustva u gospodarstvu, vodstvo Stranke demokratske akcije izabralo ga je u prosincu 2014. za budućeg mandatara za sastav nove Vlade Federacije BiH. Već idući mjesec službeno je imenovan mandatarom, a nova Vlada FBiH imenovana je 31. ožujka 2015., kao koalicija SDA, HDZ-a BiH i Demokratske fronte.